# Đức Hòa
Đức Hòa là một xã thuộc tỉnh Tây Ninh, Việt Nam.

## Địa lý
Xã Đức Hòa có vị trí địa lý:

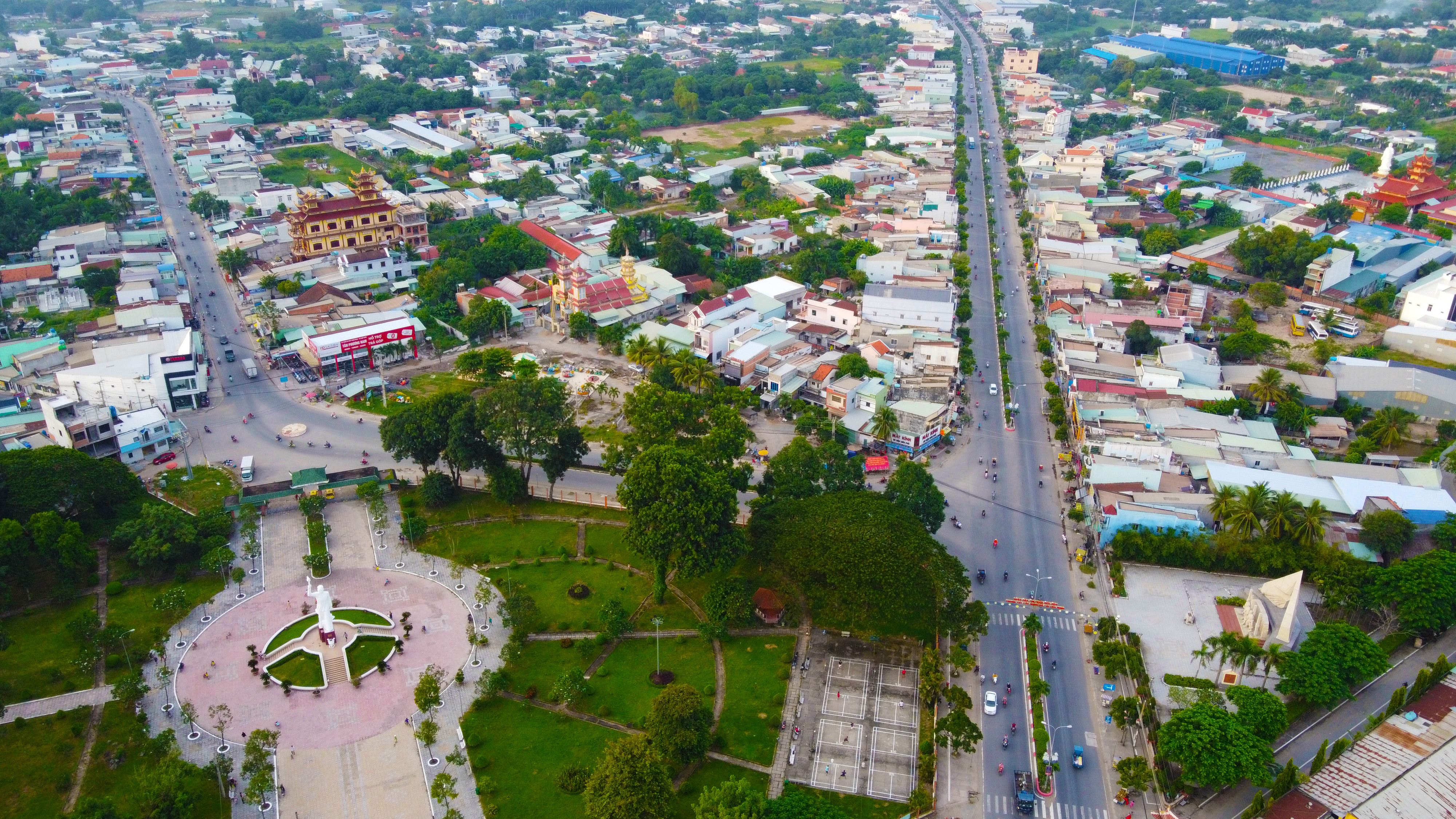
Trung tâm xã Đức Hòa nhìn từ trên cao

- Phía đông giáp Thành phố Hồ Chí Minh
- Phía tây giáp xã Đức Huệ
- Phía nam giáp xã Thạnh Lợi và xã Lương Hòa
- Phía bắc giáp xã Mỹ Hạnh và xã Hòa Khánh

Xã có diện tích 63,31 km², dân số năm 2025 là 49.864 người.

## Hành chính
Thị trấn Đức Hòa được chia thành 5 khu phố: 1, 2, 3, 4, 5.

## Lịch sử
Dưới thời Việt Nam Cộng hòa, địa bàn thị trấn Đức Hòa hiện nay thuộc xã Đức Hòa và là nơi đặt quận lỵ quận Đức Hòa, tỉnh Hậu Nghĩa.
Sau năm 1975, quận Đức Hòa trở thành một huyện của tỉnh Long An. Đồng thời, chính quyền tách một phần diện tích và dân số của xã Đức Hòa để thành lập thị trấn Đức Hòa thuộc huyện Đức Hòa. Tuy nhiên, thị trấn Đức Hòa không phải là huyện lỵ huyện Đức Hòa, mà huyện lỵ là thị trấn Hậu Nghĩa (vốn trước đó là thị xã tỉnh lỵ Khiêm Cương của tỉnh Hậu Nghĩa).
Ngày 12 tháng 1 năm 2016, Bộ Xây dựng ban hành Quyết định 12/QĐ-BXD về việc công nhận thị trấn Đức Hòa mở rộng (gồm thị trấn Đức Hòa, xã Đức Hòa Hạ và một phần các xã Đức Hòa Đông, Hựu Thạnh) là đô thị loại IV.
Trong đợt cải cách hành chính Việt Nam năm 2025, theo Nghị quyết số 1682/NQ–UBTVQH15 thị trấn Đức Hòa, xã Hựu Thạnh và xã Đức Hòa Hạ thuộc huyện Đức Hòa, tỉnh Long An sẽ được sáp nhập và thành lập xã Đức Hòa, tỉnh Tây Ninh.

## Giáo dục
Xã Đức Hòa là nơi tập trung của đa số các trường học trên địa bàn huyện Đức Hòa như: 
- Trường THPT Đức Hòa
- Trường THCS Võ Văn Tần
- Trường TH Võ Văn Ngân
- Trường TH Bình Hữu
- Trường TH Nguyễn Văn Phú
- Trường TH & THCS tư thục Đại Học Tân Tạo
- Trường THPT Đại học Tân Tạo
- Trường ĐH Tân Tạo
- Trường THCS Tân Đức
- Trường TH Hựu Thạnh
- Trường THCS Lê Quang Thẩm